# أتاغاي (مقاطعة إركوتسك)
أتاغاي (بالروسية: Атагай) هي مدينة في مقاطعة إركوتسك أوبلاست في روسيا.